# 상생결제
상생결제는 대기업의 신용도를 2·3차 판매기업이 활용할 수 있도록 기존의 외상매출채권담보대출(=외담대) 상품에 지급기능이 추가된 상품이다.  "상생결제로 준다."는 의미는 "외상매출채권을 발행해서 지급한다."와 같은 말이다. 외상매출채권은 제약없이 누구나 주고 받을 수는 없고 조건이 있다. 지급하는 기업과 지급받는 기업이 같은 은행으로 상생결제 약정되어야 지급이 가능한데 이는 최초로 한번만 하면 된다. 상생결제로 받은 외상매출채권은 만기가 되면 그대로 약정한 계좌로 현금으로 입금 되고 만약 만기일자 이전에 해당 금액이 필요할 경우에는 지급받은 외상매출채권을 담보로 대기업의 금리로 조기현금화 할 수 있다.

## 상생결제 특징
보통의 외담대는 외상매출채권을 받은 기업만 이용할 수 있다. 그러나 상생결제를 통해서 지급한다면 2·3차사는 대기업의 외상매출채권을 담보로 구매기업의 여신을 활용받아 대출을 받을 수 있게 된다. 또한 일부 외담대는 상환청구권이 있는 반면 상생결제로 발행된 외상매출채권의 경우 상환청구권이 없어 안전하게 대금을 회수할 수 있다.
일반적인 상거래에 이용되는 상생결제 외에도 도급금액이 3천만원 이상, 공사기간이 30일 이상인 공공공사에 이용되는 전자조달시스템인 하도급상생결제, 구매기업이 직접 판매기업의 조기현금화(선정산)를 지원하는 유통망상생결제가 있다.

## 상생결제 역사
- 2013년 우리은행 '상생파트너론' 최초 출시 | 금융감독원 최우수 금융신상품 선정

- 2014년 11월 산업통상자원부 '제3차 동반성장계획'에 포함, 삼성전자 등 10대 대기업, 6개 시중은행, 동반위와 MOU 체결

- 2015년 3월 상생결제시스템 출범식 개최 | 기업, 국민, 하나, 농협은행 상품 출시

- 2016년 고용노동부 산하 공공기관 상생결제시스템 확산 협약 체결

- 2017년 12월 조세특례제한법 상생결제 세액공제 대상 중견기업까지 확대 및 연장

- 2018년 상생결제 연간 운용실적 100조 달성 | 상생결제 법적근거 마련

- 2020년 상생결제 운영요령 개정

- 2023년 상생결제누적운용실적 1,000조 달성

### 상생결제 담당 및 운영기관
- 중소벤처기업부 – 소상공인정책실 상생협력정책관 상생협력정책과에서 상생결제 활성화 및 제도 운영 전반을 담당하고 있다.

- 대·중소기업·농어업협력재단(상생협력재단) - 상생결제운영부에서 중소벤처기업부 상생협력정책과의 상생결제 업무를 지원하고 있다. 상생결제에 활용되고 있는 예치계좌는 상생협력재단 명의이다. 상생결제 활용에 따른 장려금도 분기마다 상생협력재단에서 지급하고 있다.

- 결제전산원 - 상생결제시스템 운영사로 13개 은행과 제휴를 맺고 상생결제 서비스를 제공하고 있는 IT솔루션 기업이다.

- 은행 - 각 은행 별로 상생결제 상품을 취급하고 있다.

#### 취급 은행
상생결제 상품을 취급하는 은행은 총 13은행으로 각 은행마다 상품명이 조금씩은 다르다. 같은 상생결제시스템 상품이지만 은행마다 개별적으로 상품을 운영하기 때문에 상품 명이 다르다. 또한 각 은행마다 ‘상생’이라는 말이 들어간 상품이 있어 상생결제로 약정하려면 아래의 상품명을 기억해야 한다.

##### ·시중은행
| 우리은행         | 기업은행      | 하나은행       | 신한은행       | 농협은행       | 국민은행     | iM뱅크            |
| 우리상생파트너론 | IBK상생결제론 | 하나동반성장론 | 신한동반성장론 | NH다같이성장론 | KB상생결제론 | iM뱅크 상생결제론 |

##### ·지방은행
| SC제일은행   | 경남은행      | 전북은행     | 부산은행      | 광주은행      |
| SC상생결제론 | BNK상생결제론 | JB상생결제론 | BNK상생결제론 | KJB상생결제론 |

· 여신전문 금융기관인 현대커머셜에도 상생결제 상품인 HCI상생결제론이 있다.

### 이용 방법

#### 약정

##### 구매기업
주로 신용등급 A- 이상인 기업이 구매기업으로 약정을 진행할 수 있다. 대기업만 가능하다고 오해할 수 있지만 중견, 중소기업도 은행의 신용평가 기준만 통과한다면 구매기업으로 약정이 가능하다. 약정을 위한 제출 서류와 같은 세부적인 사항은 약정을 진행할 은행에 문의를 하는 게 빠르다. 

##### 협력기업
구매기업과 동일한 은행의 상품으로 약정을 진행해야 한다. 약정하고자 하는  은행의 계좌(자유입출금 계좌)와 공인인증서가 있다면 온라인으로 쉽게 약정을 할 수 있다.오프라인으로도 진행할 수 있으나 영업점 방문 및 서류 제출 등의 절차를 거쳐야 하므로 번거로울 수 있다. 그러므로 웬만하면 온라인으로 진행을 추천한다.

##### 약정 시 유의할 점
외담대 상품 특성 상 구매기업과 협력기업이 동일한 은행의 상품으로 약정을 진행해야 한다는 점이 가장 큰 진입장벽이다. 그러므로 구매기업은 상생결제가 13개 은행에서 독립적 · 개별적으로 운영되고 있는 시스템임을 반드시 인지하고 업무를 진행해야 한다. 1차 협력기업만이 아닌 2 · 3차 협력기업도 상생결제로 받을 땐 구매기업과 동일한 은행의 상품에 약정을 해야 한다는 점도 꼭 기억하자.

#### 발행

##### 구매기업
구매기업은 본인의 신용을 바탕으로 1차기업을 수취인으로 하는 외상매출채권을 발행할 수 있다. 외상매출채권 발행은 은행 영업점 창구에서 직접 작성하거나 인터넷뱅킹 화면 또는 펌뱅킹등의 플랫폼을 통해 할 수 있다.

##### 1차기업
구매기업의 외상매출채권을 근거로 한 상생매출채권 발행 또는 1차기업의 현금을 예치해 현금예치기반 상생결제를 할 수 있다.

###### 상생매출채권 발행
1차기업은 2차기업을 수취인으로 하는 새로운 상생매출채권을 발행할 수 있다. 상생매출채권 발행은 결제전산원 MP사이트(업무사이트)를 통해 할 수 있다. 이 때 상생매출채권의 만기일은 1차기업이 자유롭게 지정할 수 있다.

###### 현금예치기반 상생결제
1차기업은 대·중소기업·농어업협력재단 명의의 예치계좌에 현금을 입금하고 상생매출채권을 발행할 수도 있다. 이를 '현금기반 상생결제' 또는 '현금예치기반 상생결제' 등으로 부른다.
예치계좌
상생결제로 지급한 금액이 수취기업에게 안전하게 지급될 수 있게 운영되는 대·중소기업·농어업협력재단 명의의 에스크로 계좌이다.

#### 수취
상생결제로 지급받은 채권은 다음과 같이 활용할 수 있다.
· 만기 보유- 만기일까지 보유하여 현금 100% 수취
· 할인 - 만기일 전 원하는 날짜에 대출을 실행해 조기현금화, 받은 외상매출채권 금액 내에서 일부 또는 전액 조기현금화 가능
· 상생매출채권 발행 - 수취한 외상매출채권 금액 중 일부 또는 전부를 하위기업을 수취인으로 발행

### 상생결제 이용 혜택
상생결제 이용 시 세액 공제(조세특례제한법 제7조의4), 금융수익 등의 혜택을 받을 수 있다. 상생결제 시뮬레이션 사이트에서 상생결제 이용 시의 혜택을 모의로 계산해볼 수 있다.

이미지는 지급기업의 상생결제를 통한 수익예시이다.

#### 세액공제
조세특례제한법 제7조의4에 따라 매출액 3,000억 미만의 중소기업 및 중견기업은 상생결제로 지급 시 세액공제를 받을 수 있다. 세액공제를 받기 위해선 상생결제로 지급해야 하며 외상매출채권 지급기한이 세금계산서 작성일로부터 60일 이내여야 한다. 또한 세금계산서 작성일을 기준으로 세액공제 비율이 정해지며 최대 10%의 법인세 및 소득세 감면이 된다.

##### 세액공제 산식
- ~15일 이내 (상생결제 발행금액 - 직전 과세연도 현금성결제금액이 해당 과세연도 현금성결제보다 높을 경우 초과하는 금액) * 0.5%

- ~30일 이내 (상생결제 발행금액 - 직전 과세연도 현금성결제금액이 해당 과세연도 현금성결제보다 높을 경우 초과하는 금액) * 0.3%

- ~60일 이내 (상생결제 발행금액 - 직전 과세연도 현금성결제금액이 해당 과세연도 현금성결제보다 높을 경우 초과하는 금액) * 0.15%

#### 장려금
하위기업에게 상생매출채권을 발행한 경우 상생협력재단 명의 예치계좌에 현금이 머무르는 기간이 발생하게 되는데, 그 기간의 예금이자는 상생협력재단이 상위기업에게 돌려준다. 이 때 지급한 기업에게 돌려주는 예금이자를 장려금이라고 한다. 장려금은 상생협력재단이 분기별로 지급하고 있으며 장려금을 지급하기 전 상생협력재단 홈페이지에 공지한다.

#### 정부 지원
우수기업에 선정될 시 중소벤처기업부 장관 표창, 세무조사 유예 등의 혜택을 받을 수 있다. 이 외에도 기술보증 보증료 감면, 중소벤처기업진흥공단 정책자금 한도 상향과 같은 정책 자금 지원도 받을 수 있다.

### 상생결제 확산
상생결제 확산을 위해 중소벤처기업부 주관 상생결제 관련 제도 및 행사를 운영하고 있다.

#### 상생결제 우수기업인증제
상생결제제도를 확산하고자 상생협력재단에서 매년 상생결제 우수기업을 선정하고 있다. 상생결제를 도입(약정)한 1차 기업 전체를 대상으로 실적을 평가해 분기별 스타등급 및 연간 종합평가 등급을 부여하고 있다. 연도별 종합평가 등급은 상생협력재단의 상생결제 우수기업 조회 메뉴에서 확인할 수 있다.
우수기업에 선정되면 여러 혜택을 받을 수 있다.
- 1. 정책지원 우대 - 정책자금 한도 상향, 기술보증료율 감면, 납세담보 면제 등 정책지원 우대
- 2. 상생결제 우수기업 포상 - 상생결제 최우수기업 확인서 발급 | 상생결제 최우수기업 장관상 포상 및 홍보 | 출입국 우대카드 발급

#### 상생결제 확산의 날
중소벤처기업부에선 상생결제 확산의 날을 개최해 상생결제 확산에 기여한 단체와 유공자에게 포상을 수여하고 있다. 상생결제 확산의 날은 상생결제 유공자 포상과 함께 매년 말 개최되며 중소벤처기업부 장관 명의의 상장이 수여된다.

### 상생결제 현황
2024년 12월 기준 795개의 대기업 및 공공기관, 약 17만개의 협력기업이 상생결제를 이용 중이다.
| 연도   | 구매기업 수 | 총 운용실적 |
| 2018년 | 357개       | 292조       |
| 2019년 | 389개       | 407조       |
| 2020년 | 434개       | 527조       |
| 2021년 | 545개       | 670조       |
| 2022년 | 589개       | 836조       |
| 2023년 | 680개       | 1008조      |
| 2024년 | 795개       | 1188조      |